# Porta Westfalica (chei)

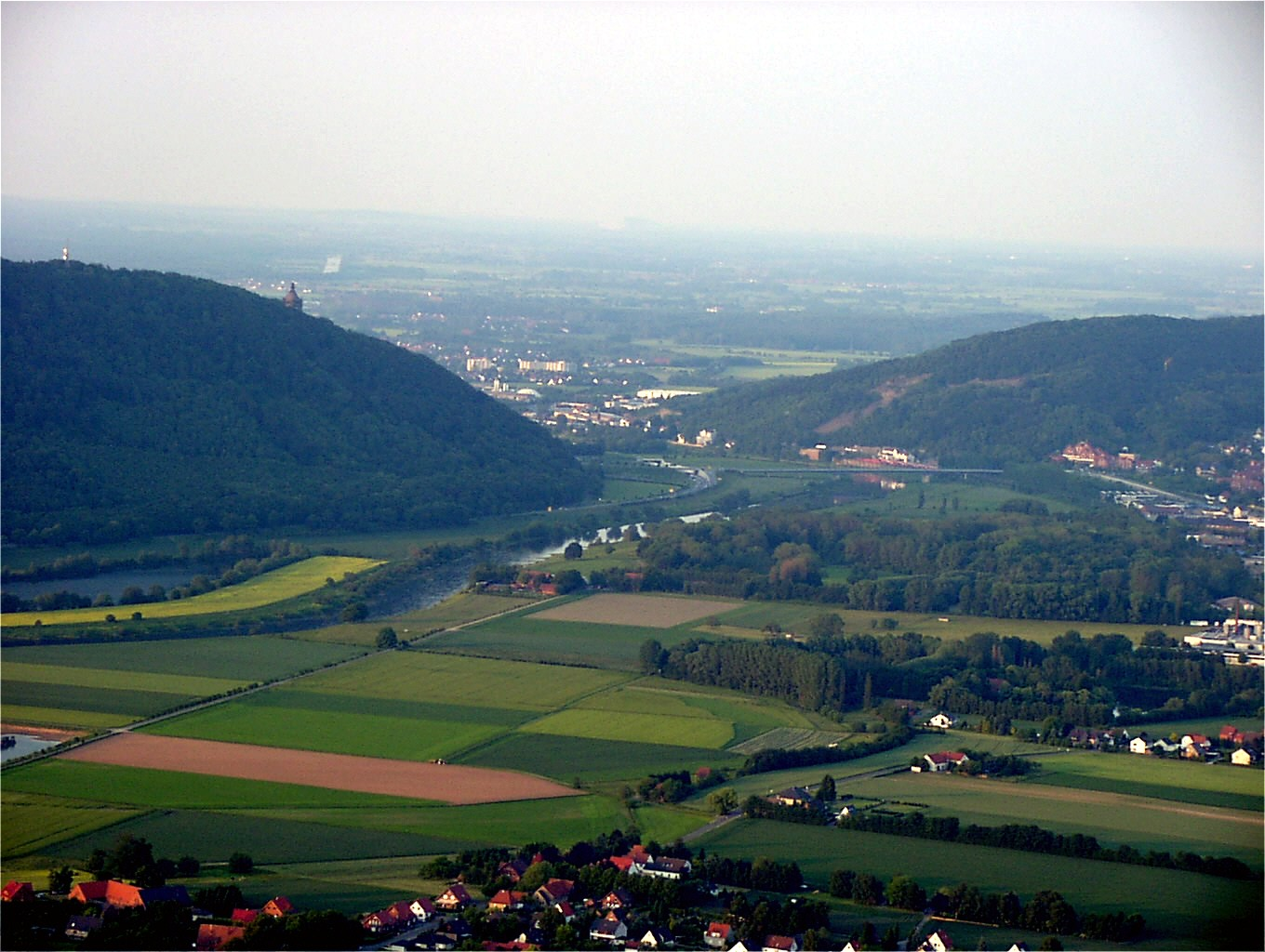
Porta Westfalica

Porta Westfalica este denumirea defileului situat între munții Wiehengebirge și  Wesergebirge pe valea lui Weser, landul Renania de Nord-Westfalia din Germania. La Porta Westfalica, lasă în urmă Weserul venit din sud regiunea deluroasă Weserbergland îndreptându-se spre nord spre Regiunea joasă de șes din Germania de Nord.

## Date geografice
Porta Westfalica se află în districtul Minden-Lübbecke, în triunghiul format de orașele Porta Westfalica situat la sud-est, Bad Oeynhausen la sud-vest și Minden în nord. Cheile se află în nordul regiunii Teutoburger Wald, pe teritoriul parcului natural TERRA.vita și limitează cursul superior al Weserului de cel mijlociu care este situat la nord. Pe versantul de est al muntelui Wittekindsberg se află Monumentul Împăratului Wilhelm I al Germaniei, amplasat vizavi de muntele Jakobsberg (Porta Westfalica) (235 m) pe care se află amplasat un turn de televiziune. 
Coordonate: 52° 14′ 38″ N, 8° 55′ 11″ E